# Massimo Ardinghi
Massimo Ardinghi (ur. 6 marca 1971 w Genui) – włoski tenisista.

## Kariera tenisowa
Karierę zawodową Ardinghi rozpoczął w 1988 roku, a zakończył w 1999 roku.
Startując w grze pojedynczej triumfował w 1 turnieju rangi ATP Challenger Tour, w 1991 roku w Kakegawie.
W grze podwójnej tenisista włoski osiągnął 2 finały w zawodach kategorii ATP World Tour, w 1991 roku w Genui oraz w 1999 roku w Casablance.
W rankingu gry pojedynczej Ardinghi najwyżej był na 194. miejscu (6 lipca 1992), a w klasyfikacji gry podwójnej na 111. pozycji (28 września 1998).

### Finały w turniejach ATP World Tour
| Nazwa                        |
| ---------------------------- |
| Wielki Szlem                 |
| Igrzyska olimpijskie         |
| ATP Tour World Championships |
| ATP Masters Series           |
| ATP Championship Series      |
| ATP World Series             |

#### Gra podwójna (0–2)
| Końcowy wynik | Nr | Data            | Turniej    | Nawierzchnia | Partner             | Przeciwnicy                    | Wynik finału  |
| ------------- | -- | --------------- | ---------- | ------------ | ------------------- | ------------------------------ | ------------- |
| Finalista     | 1. | 23 czerwca 1991 | Genua      | Ceglana      | Massimo Boscatto    | Marcos Górriz Alfonso Mora     | 7:5, 5:7, 3:6 |
| Finalista     | 2. | 28 marca 1999   | Casablanca | Ceglana      | Vincenzo Santopadre | Fernando Meligeni Jaime Oncins | 2:6, 3:6      |